# Gustaf Komppa
Gustaf Komppa (Víborg, 28 de juliol de 1867 – Hèlsinki, 20 de gener de 1949) va ser un quimíc finlandès conegut especialment per haver la primera comercialització d'un producte obtingut mitjançant la síntesi total, la càmfora, l'any 1903.
Komppa es va graduar a la Universitat de Hèlsinki el 1891 i treballà durant un temps a Suïssa abans de doctorar-se. A Finlàndia va ser professor de química a la Universitat de tecnologia de Hèlsinki. Va ser membre fundador de l'Acadèmia Finlandesa de Ciència. Les universitats d'Uppsala, Copenhaguen i Heidelberg el van fer Doctor honorari.
Komppa treballà molt en la síntesi orgànica de diversos compostos especialment de la càmfora i terpenoides. També va desenvolupar mètodes per convertir la torba (molt abundosa a Finlàndia) en combustible.